# Введенская церковь (Калязин)
Введенская церковь (церковь Введения Пресвятой Богородицы во Храм) — православная церковь в Калязине. Построена в XIX веке. Расположена в северо-восточной части города, на Полевой улице, дом 26.

## История
Церковь была построена на кладбище. Первое здание церкви возведено в 1822—1823 гг. на средства прихожан, она была приписана к расположенной поблизости Богоявленской церкви. В 1875 году обветшавшая церковь была закрыта. В 1881—1882 году на пожертвование купца Н. И. Охлобыстина построено современное здание. Автором проекта храма был член Строительного отделения губернского правления, инженер-архитектор В. И. Кузьмин. По заказу вдовы Охлобыстина в 1890 году храм был расписан.

## Архитектура
Церковь возведена в формах эклектики с элементами русского стиля. Стены кирпичные на белокаменном фундаменте, в основном неоштукатуренные (покрыты обмазкой) с белыми штукатурными деталями. Основной объём храма — четверик, на нём восьмерик меньшего размера, увенчанный чешуйчатой маковкой. На одной оси с основным объёмом — более узкие трапезная и апсида, а также шатровая колокольня с двумя ярусами-четвериками, к которой симметрично пристроены две одноэтажные палатки. Боковые фасады основного объёма симметричны, имеют по три одинаковых оконных проёма с профилированными наличниками. Четверик завершается многообломным карнизом с аттиком. Стены восьмерика прорезаны арочными окнами (ложными на диагональных гранях), их венчают кокошники. В местах примыкания трапезной и апсиды имеются небольшие выступы, оформленные сдвоенными колоннами. Вход в храм через нижний ярус колокольни оформлен арочным проёмом и фланкирован арочными нишами с наличниками, имеющими килевидные завершения. Звон находится во втором ярусе, где крупные арочные проёмы дополнены архивольтами с зубцами.
Внутреннее устройство храма не вполне отвечает внешнему. Церковь перекрыта купольным сводом с парусами и подпружными арками в уровне внешнего аттика. Над сводом расположен световой барабан в уровне восьмерика. С трапезной и апсидой основной объём соединён широкими арками. Апсида перекрыта конхой, трапезная — коробовым сводом, колокольня — крестовым сводом. Сохранился первоначальный резной иконостас из двух ярусов, белый с позолоченными деталями. Стены расписаны масляными красками. В верхнем своде находится изображение Спаса Вседержителя, в нижнем — восемь сцен христологического цикла, на парусах — евангелистов.
Сохранился западный фрагмент ограды, башня и ворота. Ограда состоит из восьмигранных кирпичных столбов, сверху которых белокаменные плиты, и кованых решёток между ними. Башня ограды восьмигранная, глухая, с главкой в виде вазона и шпилем. Ворота однопролётные, имеют вид широкой арки с тремя главками, на пилонах которой имеются арочные киоты.